# Белтень (Димбовіца)
Белтень, Белтені (рум. Bălteni) — село у повіті Димбовіца в Румунії. Входить до складу комуни Концешть.
Село розташоване на відстані 40 км на північний захід від Бухареста, 34 км на південний схід від Тирговіште, 110 км на південь від Брашова.

## Населення
За даними перепису населення 2002 року у селі проживали 1665 осіб.
Національний склад населення села:
| Національність | Кількість осіб | Відсоток |
| -------------- | -------------- | -------- |
| румуни         | 1075           | 64,6%    |
| цигани         | 589            | 35,4%    |

Рідною мовою назвали:
| Мова      | Кількість осіб | Відсоток |
| --------- | -------------- | -------- |
| румунська | 1076           | 64,6%    |
| циганська | 589            | 35,4%    |